# 托氏蛇鰻
托氏蛇鰻，為輻鰭魚綱鰻鱺目糯鰻亞目蛇鰻科的其中一種，分布於印度太平洋區，包括斐濟、馬貴斯群島、塞席爾群島、菲律賓等海域，棲息深度300-423公尺，體長可達44.7公分，棲息在底層水域，屬肉食性，生活習性不明。

## 擴展閱讀
維基物種上的相關：托氏蛇鰻